# Beau Travail
Beau Travail è un film del 1999 diretto da Claire Denis, liberamente ispirato al romanzo postumo di Herman Melville Billy Budd, marinaio.

## Trama
In un anonimo appartamento di Marsiglia, l'ex sergente maggiore Galoup rievoca in un diario gli eventi che hanno portato al suo congedo dalla Legione straniera: ai tempi, era stazionato nel Gibuti assieme alla sezione di legionari comandata da Bruno Forestier.
Galoup è un uomo sgradevole e molto zelante nell'adempiere ai suoi compiti da sottufficiale, ma non riesce a conquistarsi il rispetto dei sottoposti come invece Forestier, verso cui nutre profonda ammirazione e cerca il più possibile di stare appresso. Un giorno, la sua attenzione viene catturata da una giovane recluta, l'avvenente e atletico Gilles Sentain, verso cui prova immediatamente del risentimento, forse accentuato da un'omosessualità latente, che non fa che aumentare una volta constatato il suo ascendente naturale verso gli altri, fino a culminare in un voto di eterna inimicizia dopo aver visto i commilitoni portarlo in trionfo al termine di una delle serate passate nei night club locali.
Quando Sentain salva un commilitone da un incidente mortale e viene pubblicamente elogiato da Forestier, Galoup teme di venire soppiantato, affettivamente e come grado, e conduce con una scusa la sezione in una missione nell'entroterra, per allontanare il giovane dal comandante. Tuttavia, quest'ultimo riesce a raggiungerli, sempre più interessato a Sentain. Galoup escogita allora un piano per liberarsi definitivamente del rivale: dopo aver costretto un amico di quest'ultimo a scavare sotto il sole cocente per un'infrazione minore, schiaffeggia Sentain quando prova a offrirgli dell'acqua da bere, venendo prevedibilmente colpito a sua volta. Come punizione per quest'atto di insubordinazione, lo porta nel deserto con l'ordine di ritrovare da sé la via del ritorno, avendo manomesso in segreto la sua bussola: Sentain finisce quindi per perdersi e accasciarsi in fin di vita sulle sponde saline del lago Assal.
Il giovane viene dato per disperso, probabilmente disertore, finché il commilitone suo amico non ne riconosce la bussola tra gli oggetti di un mercatino locale: sospettando la verità, Forestier caccia Galoup in attesa del giudizio della corte marziale. In realtà, all'insaputa di tutti, Sentain è stato trovato e soccorso da dei locali. A Marsiglia, finito di scrivere il diario e senza più uno scopo, Galoup rifà il letto alla maniera di un legionario e vi si sdraia sopra stringendo a sé una pistola, contemplando l'idea del suicidio.
Nella sequenza finale, ambientata di nuovo nel night club gibutiano frequentato dai legionari, Galoup improvvisa un  energico assolo di danza acrobatica sulle note di The Rhythm of the Night.

## Produzione

### Pre-produzione
Il progetto nasce come film TV sul concetto di estraneità girato su commissione per La Sept-Arte. L'idea di ambientarlo in un'ex colonia francese viene dalla regista Claire Denis, che ha preso spunto dall'infanzia trascorsa in Africa coi genitori. Oltre che dal romanzo di Melville, il film è stato ispirato da altre poesie dello stesso autore, come The Night March e Gold In The Mountain.
Denis e il suo collaboratore abituale Jean-Pol Fargeau hanno lavorato alla sceneggiatura scrivendo per prima cosa la parte del diario di Galoup e costruendo poi gli avvenimenti del film come contrappunto allo stesso. L'ultima parte a essere scritta è stata la voce narrante, ispirata a quella di Michel Subor ne Le Petit Soldat (1963), rispettivamente uno degli attori e dei film preferiti della regista. Il personaggio di Subor in Beau Travail è stato concepito infatti come una versione anziana del Bruno Forestier che aveva interpretato nel 1963, arruolatasi nella Legione straniera in seguito agli eventi del film; per rendere chiaro che si trattasse dello medesimo personaggio senza ricorrere all'esposizione, Denis gli ha fatto indossare lo stesso braccialetto che aveva nel film originale. Il coinvolgimento di Subor le ha permesso di continuare la contrapposizione tra testo e immagine cominciata in fase di sceneggiatura, essendo proprio Forestier a pronunciare in una scena de Le Petit Soldat la massima godardiana «il cinema è verità ventiquattro volte al secondo».
La scelta di mettere in scena in maniera esplicitamente coreografica le scene d'allenamento della Legione è nata in seguito a un'osservazione di Denis sul modo in cui le descrizioni nel romanzo del movimento dei marinai sul sartiame ricordassero una danza, facendola arrivare alla conclusione che: «per trasporre al meglio ciò che scriveva Melville, la danza fosse più adatta della scrittura». Il cast del film, che comprendeva anche due ex legionari, è stato allenato per un mese prima delle riprese dal coreografo di danza contemporanea Bernardo Montet, a eccezione di Denis Lavant, che ha sostituito all'ultimo l'attore originariamente scelto per il ruolo di Galoup.

### Riprese
Le riprese si sono tenute in loco nel Gibuti. Data le sue origini televisive, Denis inizialmente voleva girare il film in digitale, prima di rendersi conto che «la pelle [umana] non ha un effetto così sensuale su video come su pellicola». Durante le riprese degli allenamenti di gruppo, la musica con cui sarebbero poi state accompagnate nel film veniva trasmessa direttamente sul set da degli altoparlanti.

### Post-produzione
La scena in cui Galoup balla da solo The Rhythm of the Night in un night club gibutiano precedeva in fase di sceneggiatura quella finale del possibile suicidio; è stata poi spostata in avanti in fase di montaggio per concludere il film con la sensazione che Galoup «potesse davvero salvarsi da sé stesso». L'idea di rendere la scena quella finale era venuta a Denis «dopo il primo ciak. Dopo il secondo, sapevo di dovermene andare da quel night club perché avevo già trovato il mio finale». La coreografia del ballo è stata interamente improvvisata da Lavant.

## Colonna sonora
La colonna sonora del film alterna brani dance come Şımarık di Tarkan (nella scena iniziale) e The Rhythm of the Night (in quella finale) alle musiche composte da Benjamin Britten per l'opera teatrale di Billy Budd. Le musiche originali sono opera del compositore israeliano Eran Tsur.

## Distribuzione
Il film è stato presentato in anteprima il 4 settembre 1999 alla 56ª Mostra internazionale d'arte cinematografica di Venezia, nella sezione Cinema del Presente. È stato distribuito nelle sale cinematografiche francesi da Pyramide Distribution a partire dal 3 maggio 2000.

## Riconoscimenti
- 2000 - Festival di Berlino
  - Menzione speciale al premio della giuria dei lettori del Berliner Zeitung
- 2000 - Boston Society of Film Critics Awards
  - Candidatura per la miglior fotografia ad Agnès Godard
- 2000 - British Independent Film Awards
  - Candidatura per il miglior film indipendente in lingua straniera
- 2000 - European Film Awards
  - Candidatura per la miglior fotografia ad Agnès Godard
- 2001 - Premi César
  - Miglior fotografia ad Agnès Godard
- 2001 - Chicago Film Critics Association Awards
  - Candidatura per il miglior film in lingua straniera
- 2001 - London Critics Circle Film Awards
  - Candidatura al film straniero dell'anno
- 2001 - National Society of Film Critics Awards
  - Miglior fotografia ad Agnès Godard
- 2001 - International Film Festival Rotterdam
  - Menzione speciale al premio KNF